# Helen Palmer
Helen Palmer, britanska lokostrelka, * 19. september 1974.
Sodelovala je na lokostrelskem delu poletnih olimpijskih igrah leta 2004, kjer je osvojila 54. mesto v individualni in 12. mesto v ekipni konkurenci.